# Einar Löfstedt

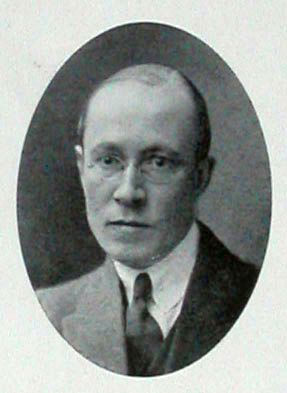
Löfstedt im Jahr 1924

Heimon Einar Harald Löfstedt (* 15. Juni 1880 in Uppsala; † 10. Juni 1955 in Stockholm) war ein schwedischer Klassischer Philologe, der sich vor allem um die Latinistik verdient gemacht hat.

## Leben und Werk
Einar Löfstedt wurde als Sohn des Gräzisten gleichen Namens (1831–1889) geboren. Er studierte an der Universität Uppsala lateinische und altgriechische Philologie. Seine wichtigsten Lehrer waren Olof August Danielsson und Per Persson. Studienreisen führten ihn an die Universitäten von Bonn (1904) und Göttingen (1909), zwei der Zentren der deutschen und damit weltweiten Altphilologie dieser Zeit. Hier kam er mit Franz Bücheler, Friedrich Leo und Eduard Norden in Kontakt. Seine Verbundenheit zur führenden deutschen Altphilologie der Zeit drückte sich auch darin aus, dass er fast alle seine Werke in deutscher Sprache publizierte. 1907 wurde er in Uppsala mit der Arbeit Beiträge zur Kenntnis der späteren Latinität promoviert und zugleich Dozent an der Universität. Nachdem seine Arbeit zurPeregrinatio Aetheriae großes Aufsehen und Anerkennung auslöste, wurde Löfstedt 1912 die Stelle des Generalredaktors des Thesaurus Linguae Latinae in Nachfolge von Ernst Lommatzsch angeboten, die er jedoch ausschlug. Georg Dittmann wurde schließlich auf die Stelle berufen. Löfstedt fand im Jahr darauf mit der Annahme eines Rufes auf eine Professur für römische Beredsamkeit und Poesie (eloquentia et poesia Romana) an der Universität Lund seine lebenslange akademische Heimat. Einen Ruf an die Universität Breslau schlug er aus. Von 1919 bis 1939 war er Inspektor der Blekingska nationen an der Universität. In den auch für Schweden kritischen Kriegsjahren von 1939 bis 1945 fungierte er als Rektor seiner Universität. 1945 wurde er emeritiert.
Löfstedt widmete sich bis auf wenige Ausflüge in die Gräzistik ganz der Latinistik. Arbeitsschwerpunkte waren die historische Syntax, Stilistik und Semasiologie des Lateinischen. Die Peregrinatio Aetheriae war als einführender Textkommentar in Lexik und Syntax des spätantiken Latein angelegt; sie gilt bis heute als Standardwerk. Als Hauptwerk Löfstedts gelten die äußerst materialreichen Syntactica, ein Werk in zwei Bänden. Der erste Band widmete sich der Nominalsyntax des Lateinischen, der zweite Band vereint Einzelstudien unter anderem zu Stilistik und Syntax, insbesondere der Verbalsyntax. Die Syntactica gelten als eines der Standardwerke der Klassischen Philologie. Die Arbeiten Löfstedts gelten als die Konstituierung der sogenannten „Schwedischen Schule“ in der Philologie, die Vertreter wie Dag Norberg, Aarne Henrik Salonius oder Josef Svennung hervorgebracht hat.
1916 heiratete Löfstedt die Literaturkritikerin Annie Günther. Beider Tochter Ingrid Arvidsson (* 1919) und wurde eine bekannte Schriftstellerin. Das Grab Löfstedts findet sich auf dem Alten Kirchfriedhof von Uppsala.

## Ehrungen
1920 wurde er korrespondierendes Mitglied der Gesellschaft der Wissenschaften zu Göttingen,
1925 wurde Einar Löfstedt Mitglied der Königlich Dänischen Akademie der Wissenschaften, 1933 der Kungliga Vitterhets Historie och Antikvitets Akademien, 1934 der Kungliga Vetenskapsakademien und 1942 der Svenska Akademien. Er hatte dort in Nachfolge von Otto von Friesen und vor Ture Johannisson den Sitz Nummer 9 inne. Als Mitglied dieser Akademie bestimmte er als einer der 18 Mitglieder der Akademie bis zu seinem Tod die jährlichen Nobelpreisträger für Literatur mit. Ferner war er ordentliches Mitglied der Göttinger Akademie der Wissenschaften sowie korrespondierendes Mitglied der Londoner (1931), der Münchner (1932), der Berliner (1936)  und der Wiener Akademie der Wissenschaften. 
Von 1936 bis 1949 war er Mitglied der Internationalen Thesaurus-Kommission des Thesaurus Linguae Latinae.

## Schriften (Auswahl)
- Beiträge zur Kenntnis der späteren Latinität. Svanbacks, Stockholm 1907 (Digitalisat).
- Spätlateinische Studien. Akademiska Bokhandeln/Harrassowitz, Uppsala/Leipzig 1908 (Digitalisat).
- Philologischer Kommentar zur Peregrinatio Aetheriae. Untersuchungen zur Geschichte der lateinischen Sprache. Almqvist & Wiksell, Uppsala 1911 (Digitalisat, Nachdrucke Wissenschaftliche Buchgesellschaft, Darmstadt 1968 und 1970).
- Tertullians Apologeticum. Textkritisch untersucht. (= Lunds Universitets årsskrift. Avdelningen 1, Teologi, juridik och humanistiska ämnen. Neue Folge, Band 11, Nr. 6), C. W. K. Gleerup/Harrassowitz, Lund/Leipzig 1915.
- Arnobiana. Textkritische und sprachliche Studien zu Arnobius. (= Lunds Universitets årsskrift. Avdelningen 1, Teologi, juridik och humanistiska ämnen, Neue Folge, Band 12, Nr. 5), C. W. K. Gleerup/Harrassowitz, Lund/Leipzig 1917.
- Kritische Bemerkungen zu Tertullians Apologeticum. (= Lunds Universitets årsskrift. Avdelningen 1, Teologi, juridik och humanistiska ämnen, Neue Folge, Band 14, Nr. 24), C. W. K. Gleerup/Harrassowitz, Lund/Leipzig 1918.
- Zur Sprache Tertullians. (= Lunds Universitets årsskrift. Avdelningen 1, Teologi, juridik och humanistiska ämnen, Neue Folge, Band 16, Nr. 2), C. W. K. Gleerup/Harrassowitz, Lund/Leipzig 1920.
- Syntactica. Studien und Beiträge zur historischen Syntax des Lateins. 2 Teile, C. W. K. Gleerup, Lund 1928–1933.
- Vermischte Studien zur lateinischen Sprachkunde und Syntax. (= Skrifter utgivna av Kungl. human Vetenskapsammfundet i Lund, Band 23), C. W. K. Gleerup/Harrassowitz, Lund/Leipzig 1936.
- Coniectanea. Untersuchungen auf dem Gebiete der antiken und mittelalterlichen Latinität. Almquist & Wiksell, Uppsala und Stockholm 1951 [Nachdruck: Hackert, Amsterdam 1968].
- Late latin. Aschehoug, Oslo 1959 (Sammlung von Aufsätzen).
  - italienisch: Il latino tardo. Aspetti e problemi. Con una nota e appendice bibliografica di Giovanni Orlandi (= Studi grammaticali e linguistici, Band 14). Paideia, Brescia 1980.